# Felix Weingartner

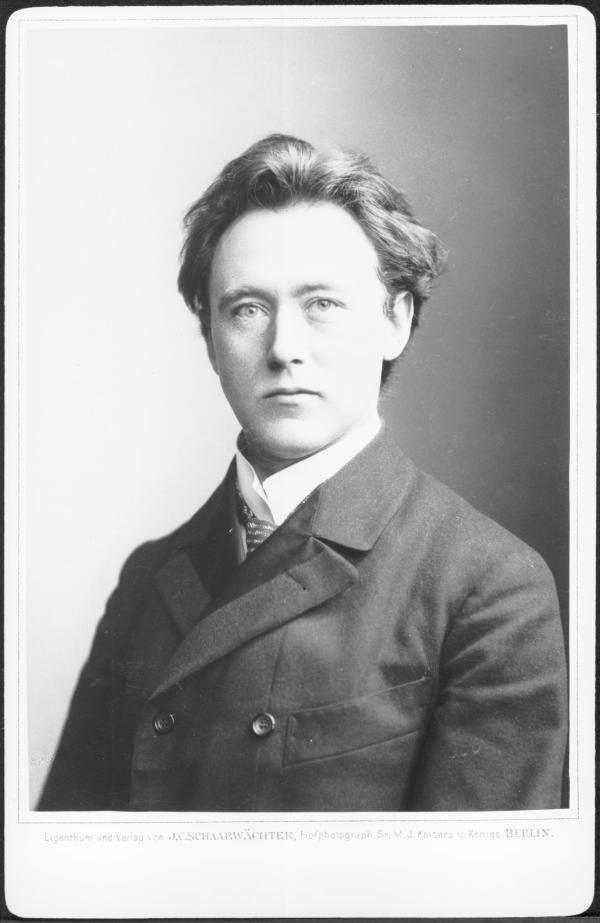
Felix Weingartner

Felix von Weingartner (2. červen 1863, Zadar – 7. květen 1942, Winterthur) byl rakouský hudební skladatel, dirigent a hudební publicista narozený na území dnešního Chorvatska. V letech 1908–1911 byl ředitelem dvorní opery ve Vídni, když tuto pozici převzal po Gustavu Mahlerovi. Jako dirigent vynikl zvláště v interpretaci Beethovenových symfonií. Sám psal opery, operní libreta, symfonie i vokální hudbu. Podílel se na redakci souborného vydání děl Hectora Berlioze a Josepha Haydna.

## Diskografie

### Opery
- Sakuntala, Op. 9
- Malawika, Op. 10
- Genesius, Op. 14
- Orestes, Op. 30
  - Agamemnon, Op. 30/1
  - Das Totenopfer (Oběť za zemřelé), Op. 30/2
  - Die Erinyen, Op. 30/3
- Kain und Abel, Op. 54
- Dame Kobold, Op. 57
- Die Dorfschule (Vesnická škola), Op. 64
- Meister Andrea, Op. 66
- Der Apostat (Odpadlík), Op. 72

### Symfonie
- 1, Op. 23 (1899)
- 2, Op. 29 (1901)
- 3, Op. 49 (1910)
- 4, Op. 61 (1917)
- 5, Op. 71 (1926)
- 6, "La Tragica", Op. 74 (1929)
- 7, "Choral" Op. 87 (1935-7)